# Neoplocaederus ferrugineus
Neoplocaederus ferrugineus es una especie de escarabajo longicornio del género Neoplocaederus, tribu Cerambycini, subfamilia Cerambycinae. Fue descrita científicamente por Linné en 1758.

## Descripción
Mide 26-45 milímetros de longitud.

## Distribución
Se distribuye por India y Sri Lanka.